# Alexius Appl

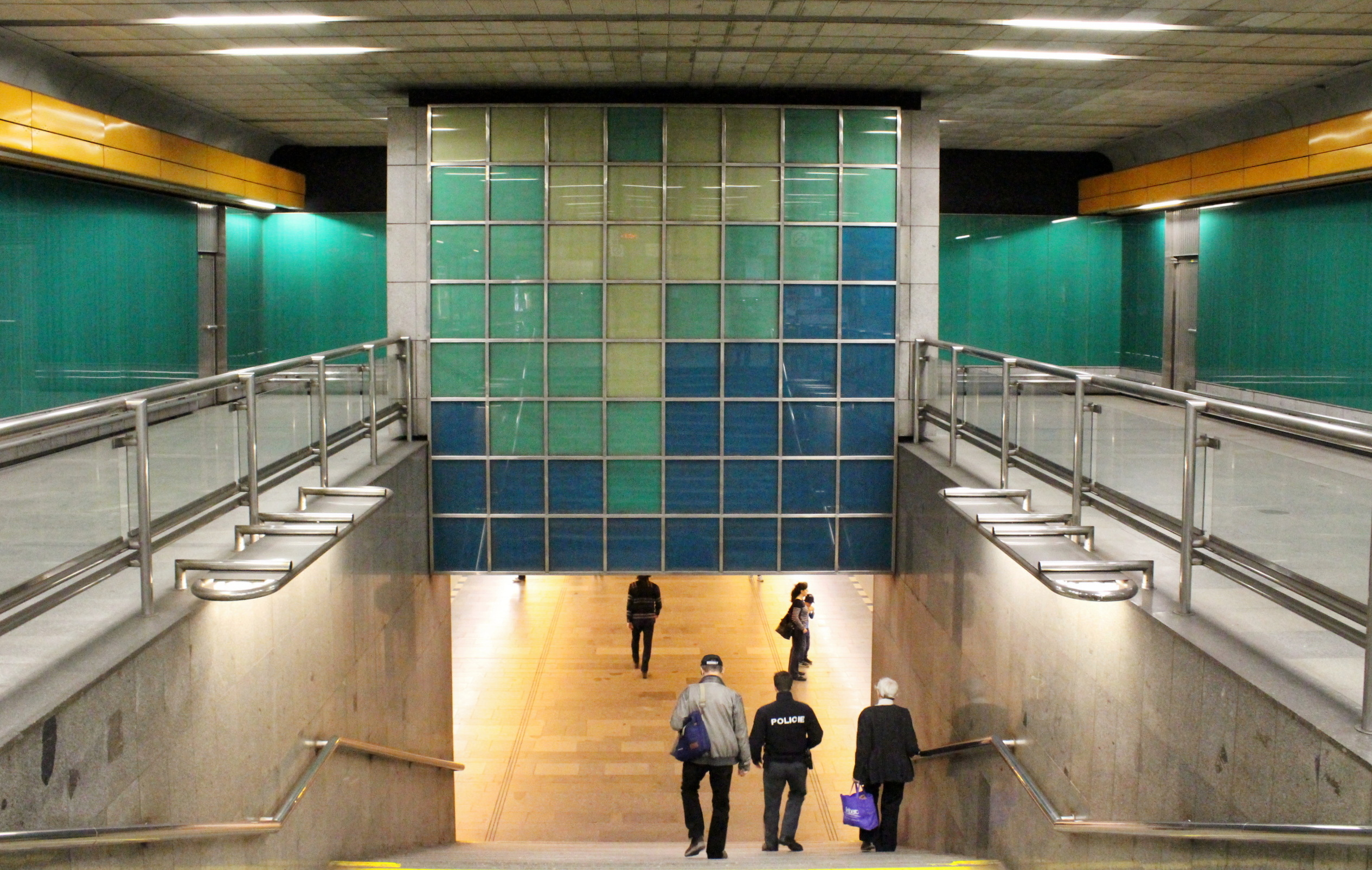
Metro B, Radlická mozaika

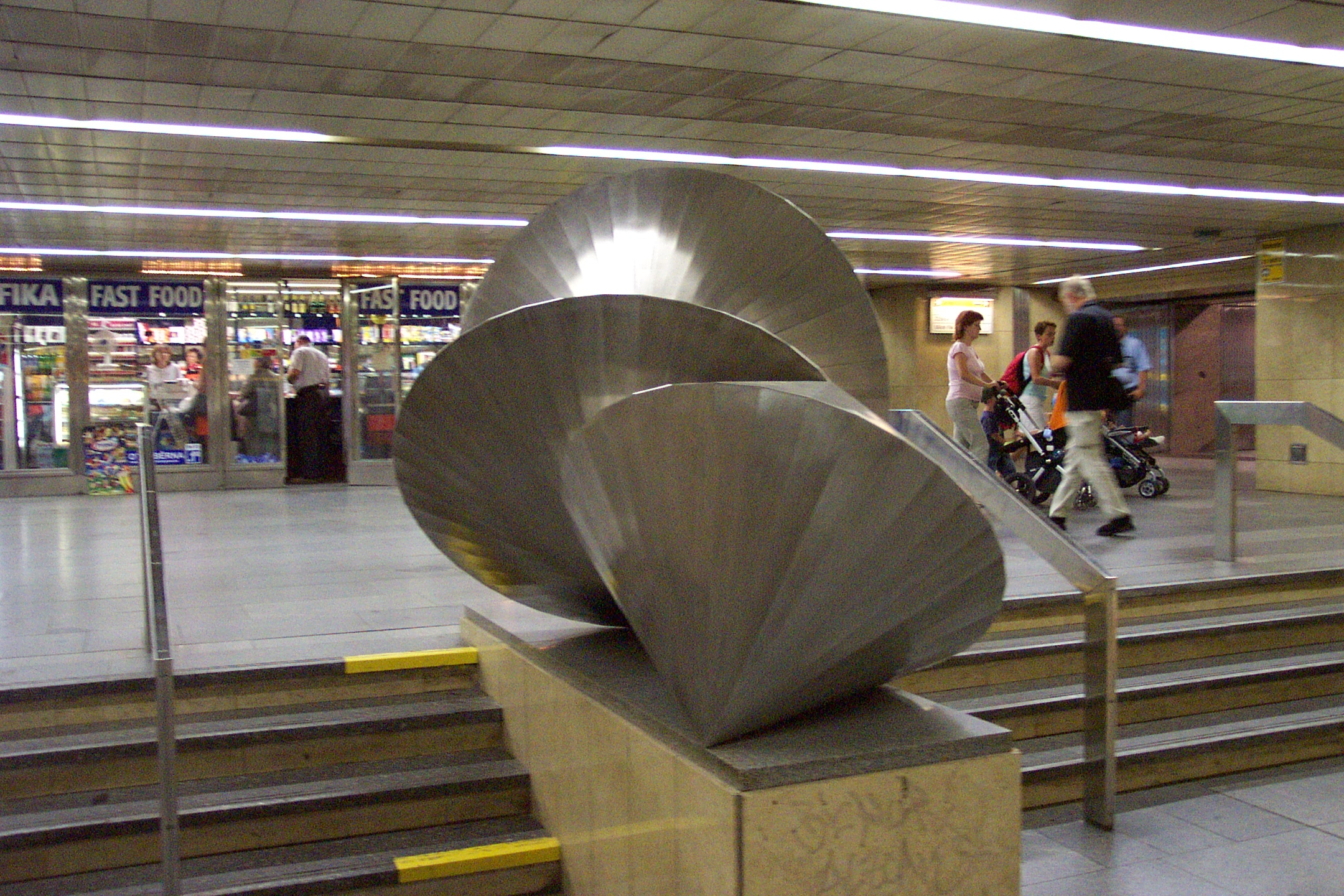
Praha, Libeň, Palmovka, plastika

Alexius Appl (7. května 1944 v Ústí nad Orlicí) je český designér a sochař.

## Život
Alexius Appl docházel v letech 1958 až 1961 na odborné učiliště v Tesle Lanškroun, kde se vyučil na obor nástrojář. Mezi lety 1961 až 1963 pracoval jako nástrojář v podniku Tesla v Jablonné nad Orlicí a zároveň si dodělával maturitu ve večerní Střední škole pro pracující v Žamberku. V roce 1963 nastoupil dvouletou základní vojenskou službu. Od roku 1965 docházel na Střední uměleckoprůmyslovou školu v Uherském Hradišti a po maturitě v roce 1967 nastoupil na studium na Vysoké škole uměleckoprůmyslové na katedru Tvarování strojů a nástrojů v Gottwaldově (dnes Zlín) u slavného designéra, profesora Zdeňka Kováře, kde absolvoval v roce 1972. Po studiích nastoupil jako poradce a designér v Institutu průmyslového designu v Praze. Od roku 1976 je samostatný výtvarník, což znamenalo, že vykonával tzv. svobodné povolání na uměleckou činnost, tedy že byl za reálného socialismu soukromý podnikatel v oblasti kultury. V té době se živil prodejem zakázkového designu a realizacemi do architektury. Od roku 1985 do roku 1991 působil jako pedagog – vedoucí ateliéru Průmyslového designu na Vysoké škole uměleckoprůmyslové v Praze. Poté do roku 2010 vedl ateliér Produktového designu na Fakultě umění a designu Univerzity J. E. Purkyně. Od roku 2014 je vedoucím Ústavu průmyslového designu na ČVUT Fakulty architektury.

## Dílo
Alexius Appl vytvářel pro architekturu silně geometrizované a interiérové doplňky a světelné objekty, jako bylo například sochařské řešení pro stanice metra Radlická a Palmovka z roku 1987 nebo osvětlovadla pro Kolovratský palác v Praze z roku 1988 či lampy pro sídliště Jižní město z roku 1971. Kromě realizací pro architekturu se věnuje především navrhování designu užitkových předmětů. Mezi nejznámější, které byly realizovány a sériově produkovány v průmyslu a zaznamenaly v 70. a 80. letech značný úspěch, patří dětský skákací kůň, kleště „segerovky“, chirurgické nástroje a sedačky pro lanovku. Pro traťové hospodářství navrhl výtvarné řešení řady realizovaných karoserií dopravních a pracovních strojů.